# 南京道
南京道，辽朝五道之一。
辽太宗会同元年（938年）设置，治所在南京析津府（原称幽都府、今北京市西南），辖境现今天津市、河北省永清县、容城县、易县以北，青龙河、昌黎县以西，长城以南。金朝改为中都路。

## 历任南京留守
幽都尹
- 趙延壽（938年－944年）
- 劉晞（938年－944年）
- 趙延壽（947年－948年）
- 耶律牒蜡（948年－951年）
- 蕭海貞（951年）
- 耶律婁國（951年－952年）
- 蕭思溫（956年－961年）
- 高勳（961年－968年）
- 趙延祚
- 韓匡嗣（971年－979年）
- 韓德讓（979年）
- 耶律道隱（979年－982年）
- 耶律休哥（983年－998年）
- 耶律隆慶（998年－1012年）

析津尹
- 耶律隆慶（1012年－1016年）
- 马廷煦（1017年）
- 韩制心（1020年－1023年）
- 萧孝穆（1023年－1030年）
- 蕭惠（1030年－1031年）
- 耶律宗范（1031年）
- 蕭孝穆（1032年－1037年）
- 蕭孝先（1037年－？）
- 耶律吴哥（1041年）
- 耶律重元（1045年－1055年）
- 耶律陈留（1055年－1056年）
- 耶律明（1061年－1073年）
- 萧惟信（1073年－1075年）
- 耶律仁先（1065年－1069年）
- 耶律阿琏（1071年）
- 耶律洪道（1075年）
- 耶律坦（1087年）
- 耶律特末（1093年）
- 耶律和鲁斡（1095年－1110年）
- 耶律淳（1110年－1122年）